# Caledonisia guilberti
Caledonisia guilberti är en insektsart som beskrevs av Thierry Bourgoin 1997. Caledonisia guilberti ingår i släktet Caledonisia och familjen Meenoplidae. Inga underarter finns listade i Catalogue of Life.